# Herbert Flowerdew
Pour les articles homonymes, voir Flowerdew.
Herbert Flowerdew, né le 14 juin 1866 à York, Yorkshire du Nord, et mort le 29 mai 1917, est un écrivain britannique de romans de mœurs et de roman policier. Il a signé quelques récits du pseudonyme Nowell Cay.

## Biographie
Après ses études à Nottingham, il épouse Florence Watts en 1890.
Il amorce sa carrière littéraire avec des romans de mœurs parfois pimentés d’une intrigue policière, comme dans The Realist (1899), réédité une dizaine d’années plus tard sous le titre The Room of Mirrors. 
La plupart des romans de Flowerdew, qui rappellent à cet égard les œuvres d’Henry James, s’intéressent aux relations conjugales, en prenant le parti des femmes, et dénonce la pression des conventions sociales sur le couple. Dans Retaliation: a Novel (1901), un jeune écrivain, issu d’une famille modeste associée aux Têtes rondes, se prend au jeu de séduire la fille d’un châtelain uniquement parce que le frère de cette dernière s’intéresse à sa propre sœur. The Woman’s View (1903) est un mélodrame qui entend dénoncer les lois sur le mariage, causes d’injustices à l’endroit des épouses. Maynard’s Wives (1907) met en scène un homme marié qui demande aimablement à sa femme si elle l’aime assez pour l’autoriser à devenir bigame. Mrs. Gray’s Past (1913) relate les médisances et les calomnies dont est victime une veuve, mère d'un enfant, quand elle se lie d'amitié avec un jeune officier dans une petite ville anglaise.
Au cours des années 1910, les récits de Flowerdew versent plus résolument dans le roman policier, notamment avec The Third Wife (1911) et surtout The Villa Mystery (1912), dont l'intrigue tourne autour du suicide présumé du riche Nehemiah Grayle. Du moins est-ce la thèse de la police locale qui repose sur la déposition du valet de la victime, mais pour Esmond Hare, il s'agit bel et bien d'un meurtre perpétré par un habile assassin qui pourrait bien être la très jolie et, en apparence, si innocente Elsa Armandy.
Dès le début de la Première Guerre mondiale, Herbert Flowerdew connaît des difficultés croissantes à publier ses œuvres. Il souffre alors d'une sévère dépression et aurait tenté de se suicider. Rapidement, sa santé se détériore. Il meurt en 1917, peu avant son 51e anniversaire.

## Œuvre

### Romans
- In an Ancient Mirror (1897)
- A Celibate’s Wife (1898)
- Retaliation: a Novel (1901)
- The Woman’s View: a Novel About Marriage (1903)
- The Third Kiss (1905)
- Maynard’s Wives: the Story of a Man with a Conscience (1907)
- The Ways of Men (1908)
- Fifty Thousand Pounds: a M.P.’s Love Story (1910)
- Mrs. Gray’s Past (1913)
- An Australian Cousin (1930), court roman (publication posthume)

### Romans policiers

#### Signés Herbert Flowerdew
- The Realist ou The Room of Mirrors (1899)
- The Second Elopement (1910)
- The Third Wife (1911)
- The Villa Mystery ou The Grayle Mystery (1912)
- Love and a Title (1913)
- The Seventh Postcard (1914)
- The Alverdon Enigma (1915), court roman

### Signés Nowell Cay
- The Presumption of Stanley Hay, M.P. (1901)
- A Foe in the Family (1905)
- In Hot Pursuit (1906)

### Nouvelles

#### Signées Herbert Flowerdew
- Bill, the Wife Beater (1891)
- Change Partners (1900)
- The Six-Paned Window (1907)
- The Plaything of Power (1907)
- The Lost Hour (1910)
- An Error of Judgement (1911)
- A Wrong Reckoning (1913)
- A Complete Recovery (1914)
- The Motor Kuklux (1914)
- The Residuary Legatee (1915)
- By Right of Wrong (1916)

### Signées Nowell Cay
- True to the King. A Romance of Mediaeval France (1902)
- The Packing-Case (1907)
- In the Shadow of the Gallows (1908)

#### Article de presse
- A Substitute for the Marriage Laws (1899)